# Région administrative spéciale de Sinuiju

Drapeau de la Région administrative spéciale de Sinuiju.

La Région administrative spéciale de Sinuiju (en coréen : 신의주 특별 행정구) est l'une des trois régions administratives spéciales (RAS) de Corée du Nord. Elle a été créée en septembre 2002 à la frontière avec la Chine, avec la ville coréenne de Sinuiju comme centre administratif, afin d'introduire une dose d'économie de marché dans le pays et d’attirer les investissements chinois. 
Elle est dirigée par un gouvernement autonome comme pour les autres "Villes auto-gouvernées". Cette Région administrative spéciale est calquée sur le principe des régions administratives spéciales de la République populaire de Chine que sont Hong Kong et Macao, et comme ces dernières, elle dispose de sa propre « loi fondamentale » (기본법; Kibonpŏp).

## Historique
L'homme d'affaires sino-néerlandais Yang Bin a été désigné comme premier gouverneur de la RAS en 2002 et avait des plans ambitieux pour le développement de la ville. Il fut cependant arrêté par les autorités chinoises avant son entrée en fonction et condamné à 18 années de prison pour évasion fiscale et autres infractions économiques. Bien que les autorités nord-coréennes aient annoncé la poursuite de la RAS de Sinuiju et sa mise sous tutelle de l'administration de la Commission de la Promotion de la Coopération économique, le statut actuel de l'entité administrative reste flou et elle n'a pas été matérialisée. Les discussions avec le gouvernement chinois se sont poursuivies mais ont buté entre autres sur le refus de Pékin de laisser ouvrir un casino. 
En 2012, le projet consiste essentiellement dans le développement des investissements chinois dans une zone économique spéciale en cours de création sur les iles de Hwanggumpyong et de Wihwa.

## Territoires faisant partie de la RAS
La RAS est divisée en trois territoires non contigus. Le plus grand couvre la plus grande partie de la ville de Sinuiju. Les deux autres sont situés au bord de la mer Jaune.
- Ville de Sinuiju 
Kwanmun-dong, Ponbu-dong, Sinwon-dong, Yokchon-dong, Chongsong-dong, Kunhwa-dong, Paeksa-dong, Paekun-dong, Chaeha-dong, Oil-dong, Apkang-dong, Namsang-dong, Namso-dong, Namjung-dong, Namha-dong, Kaehyŏk-dong, Haebang-dong, Phyonghwa-dong, Minp'o-dong, Namsong-dong, Sinnam-dong, Sinpho-dong, Sumun-dong, Nammin-dong, Tongha-dong, Tongjung-dong, Tongsang-dong, Chinson 1-dong, Chinson 2-dong, Pangjik-dong, Majŏn-dong, Hadan-ri, Sangdan-ri, Taji-ri, Sŏngsŏ-ri, et en partie Sonsang-dong, Yonha-dong, Songhan-dong, Ryusang 1-dong, Ryonsang 1-dong, Paekthu-dong, Thosong-ri et Ryucho-ri ainsi que dans l'arrondissement d'Uiju, Soho-ri et une partie de Hongnam-ri et de Taesan-ri.

- Yomju
 Tasa-rodongjagu et une partie de Sokam-ri

- Cholsan
 Une partie de Rihwa-ri et de Kumsan-ri.